# Amandla Stenberg
Pour les articles homonymes, voir Amandla et Stenberg.
Amandla Stenberg, née le 23 octobre 1998 à Los Angeles en Californie, est une actrice et chanteuse américaine.
Elle fait ses débuts dans le thriller Colombiana, réalisé par Olivier Megaton, produit et écrit par Luc Besson avant d'être révélée au grand public pour son rôle de Rue, le jeune tribut de 12 ans représentant le District 11 dans Hunger Games. Par la suite, Stenberg confirme son ascension en étant vedette de longs métrages tels que la romance Everything, Everything, le blockbuster de science-fiction Darkest Minds : Rébellion, le drame The Hate U Give : La Haine qu'on donne. En 2024, elle est le personnage principal, de la série Star Wars The Acolyte.

## Biographie

### Enfance
Amandla Stenberg naît à Los Angeles, en Californie le 23 octobre 1998. Son prénom veut dire « Puissance » en zoulou. Sa mère, Karen Brailsford, est afro-américaine et son père est danois. Sa grand-mère paternelle était du Groenland et avait des origines inuit.

### Débuts précoces et révélation
À l'âge de quatre ans, Amandla Stenberg commence à faire du mannequinat pour un magazine de Disney. Elle apparaît dans des campagnes de publicités pour des marques comme McDonald's et Boeing,,.
En 2011, Amandla interprète l'héroïne enfant du thriller Colombiana, produit et écrit par le réalisateur français Luc Besson avec Zoe Saldana en tête d'affiche. Sa première incursion sur grand écran est remarquée et saluée par la presse,. Le film est largement rentabilisé au box office mais divise en revanche la critique.
Sa carrière prend ensuite une tout autre tournure avec sa participation au blockbuster Hunger Games, tétralogie cinématographique de science-fiction américaine basée sur l'œuvre en trois volumes du roman éponyme de Suzanne Collins. Le film est un énorme succès commercial et critique avec près de 700 millions de dollars de recettes et accélère la carrière de Jennifer Lawrence,. Sa prestation est notamment saluée par une citation lors de la cérémonie des NAACP Image Awards dans la catégorie « meilleure actrice dans un second rôle » ainsi que lors des Black Reel Awards. Amandla Stenberg remporte aussi le prix de la « meilleure alchimie » partagé avec Jennifer Lawrence lors des Teen Choice Awards,. Elle apparaît en caméo dans le second volet.
Dans le même temps, elle fait sa première incursion à la télévision, pour le téléfilm Un goût de romance. En 2013, elle crée le groupe Honeywater dans un style rock/folk avec Zander Hawley. Ils se produisent dans diverses salles à Los Angeles, avant de commercialiser un EP, en août 2015. Le projet est accueilli positivement par les critiques,.
Après une intervention dans un court métrage, Mercy avec Robin Thicke, en 2013, Amandla Stenberg prête sa voix au film d’animation Rio 2, sorti en 2014. Parallèlement à ses tournages respectifs, elle obtient un rôle dans la série télévisée Sleepy Hollow, une version moderne de La Légende de Sleepy Hollow. Elle renouvelle cette expérience, en 2015, pour une autre série, Mr Robinson.

### Passage au premier plan

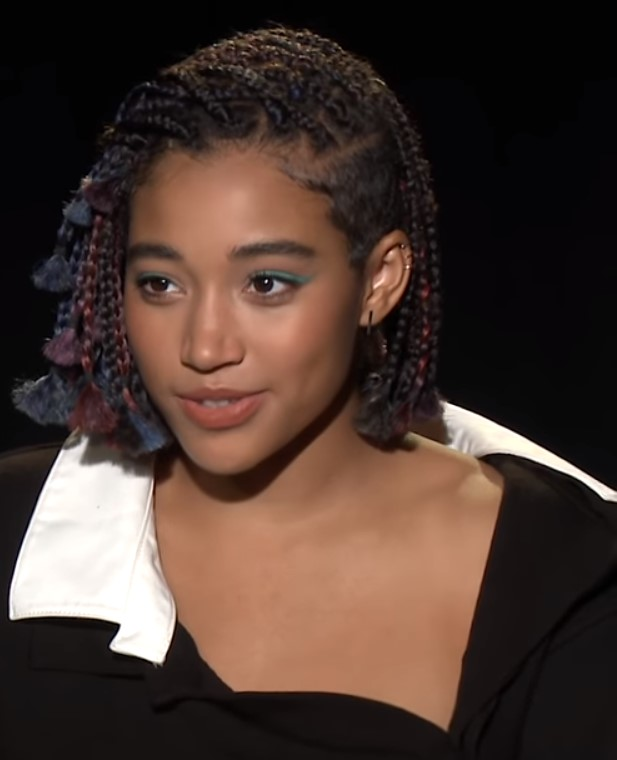
En promotion pour le blockbuster Darkest Minds : Rébellion, en août 2018.

En 2016, Amandla Stenberg fait partie du trio en tête d'affiche d'un film dramatique As You Are, salué par la critique et vainqueur du prix spécial du jury lors du Festival du film de Sundance. La même année, la chanteuse Beyoncé la choisit pour apparaître dans le clip de son tube Lemonade. Elle refuse de rejoindre le casting de Black Panther.
En 2017, Amandla Stenberg décroche l'un des rôles principaux du film Everything, Everything. Il s'agit de l'adaptation cinématographique du roman du même titre, de Nicola Yoon. Afin d'assurer la promotion de ce long métrage, Amandla Stenberg fait ses débuts en tant que interprète musical en solo pour la reprise du morceau Let My Baby Stay de Mac de Marco, qui fait partie de la bande son du film. Lors de son lancement, cette production décroche la troisième place du box office. En un weekend seulement, elle est rentabilisée avec ses plus de 45 millions de dollars générés, bénéficiant d'un coût de production mineur estimé à 10 millions de dollars. Dans l'ensemble, cette production est bien accueillie par la critique, et l'interprétation de Stenberg remarquée. Elle bénéficie d'une nomination lors des Teen Choice Awards 2017 dans la catégorie « meilleure actrice dans un film dramatique ».
En 2018, forte d'une notoriété grandissante, Amandla Stenberg est à l'affiche de plusieurs longs métrages.
Elle joue l'héroïne du blockbuster de science fiction Darkest Minds ; le film raconte l'histoire d'une épidémie qui a fauché la majorité des adolescents et des enfants. Ce thriller raconte les aventures de Ruby Daly, une adolescente de seize ans avec des pouvoirs télépathiques. Elle va s’échapper d’un camp de rétention pour retrouver des jeunes en fuite. Le film est cependant un échec critique et public.

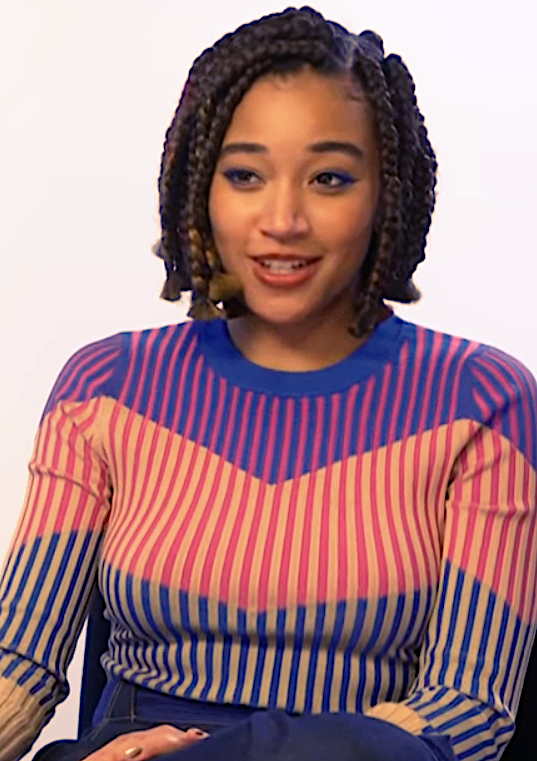
En promotion pour le drame The Hate U Give : La Haine qu'on donne, en octobre 2018.

Stenberg porte le drame plébiscité par la critique, The Hate U Give, qui lui vaut un prix lors du Festival du film de Hollywood. La critique la jugera bouleversante de justesse,. Ce long métrage est adapté du best-seller éponyme, publié en 2017 par Angela Thomas. Lorsqu'Amandla Stenberg apprend qu'il allait être adapté à l'écran, elle demande à son agent de contacter la FOX chargée de produire le film. George Tillman Jr., le réalisateur, comprend alors que Stenberg est la personne qui doit incarner le personnage de Starr Carter. L'auteure du livre expliquera d'ailleurs avoir pensé à elle lorsqu'elle écrivait son roman : 

« Son militantisme et sa manière d’utiliser le cinéma pour faire entendre sa voix et celle des opprimés ont été une immense source d’inspiration. Personne n’était mieux placé qu’elle pour interpréter Starr. »

— Angela Thomas.
Dans ce drame qui a pour toile de fond le mouvement Black Lives Matter, elle déclarera avoir trouvé un projet en accord avec ses convictions et ses ambitions : 

« Il y avait des moments où je ne trouvais que des rôles de "fille de dealer" ou de "zonarde grande gueule" censée être drôle. Cela ne m'intéresse pas car je ne veux plus perpétuer les stéréotypes négatifs sur les femmes noires. »

— Amandla Stenberg, interview pour Indiewire.
Enfin, Amandla Stenberg est le premier rôle féminin dans le drame de guerre Where Hands Touch d'Amma Asante avec Christopher Eccleston et Abbie Cornish. Il s'agit d'un film présenté au Festival international du film de Toronto 2018, dans lequel elle interprète une métisse allemande tombant amoureuse d'un officier SS durant la seconde guerre mondiale.
Les Black Film Critics Circle, association de critiques de cinéma chargée de promouvoir les professionnels Afro-Américains de l'industrie cinématographique, récompense en 2018 Amandla Stenberg pour ses trois productions du prix Rising Star Award.
En 2019, Amandla Stenberg devient la nouvelle égérie de Fenty Beauty, la marque culte de Rihanna,. Cette année-là, elle apparaît dans un épisode de la saison 6 de Drunk History afin d'interpréter Elizabeth Eckford. Puis, Stenberg rejoint la distribution de la mini-série The Eddy distribuée par la plateforme Netflix, aux côtés de Leïla Bekhti, André Holland et Tahar Rahim. Cette série musicale suit le parcours d'un ancien pianiste de jazz, adoubé à New York qui s'installe à Paris afin de s'occuper d'un club dont les secrets vont resurgir.

## Vie privée
En 2011, Amandla Stenberg est invitée par la MLKM Memorial Foundation pour rendre hommage aux quatre petites filles tuées dans le bombardement de l'église de Birmingham.
Pour un projet scolaire, elle crée un court métrage nommé Do not Cash Crop My Cornrows, sur le thème de l'appropriation culturelle. Dazed Magazine la présente alors comme « l'une des voix les plus incendiaires de sa génération » ; le Time Magazine « l'une des trente adolescents les plus influents de l'année 2015 ». En 2015, Stenberg se voit remettre le prix de « féministe de l'année » par la Ms Foundation For Women. L'année suivante, Stenberg fait la couverture de Teen Vogue pour une entrevue dirigée par Solange Knowles sur le thème « Black Girls Rock! ». Stenberg y est reconnue comme artiste-interprète afro américaine prometteuse.
Amandla Stenberg annonce publiquement sa bisexualité puis sa pansexualité en 2016. Stenberg se dit alors non-binaire et se reconnaît dans le pronom neutre they en anglais, en plus de she et her (elle). Stenberg fait son coming-out lesbien en 2018,.
Pendant l'année 2018, Stenberg fréquente la chanteuse Mikaela Straus, plus connue sous le nom de King Princess.

## Filmographie

### Cinéma

#### Courts métrages
- 2013 : Mercy de Robin Thicke : Sarah

#### Longs métrages
- 2011 : Colombiana d'Olivier Megaton : Cataleya Restrepo, jeune
- 2012 : Hunger Games de Gary Ross : Rue
- 2013 : Hunger Games : L'Embrasement de Francis Lawrence : Rue
- 2014 : Rio 2 de Carlos Saldanha : Bia (voix)
- 2015 : Heads Up America de Graydon Sheppard : elle-même
- 2016 : As You Are de Miles Joris-Peyrafitte : Sarah
- 2017 : Everything Everything de Stella Meghie : Maddy Whittier
- 2018 : Darkest Minds : Rébellion (The Darkest Minds) de Jennifer Yuh Nelson : Ruby Daly
- 2018 : The Hate U Give : La Haine qu'on donne (The Hate U Give) de George Tillman Jr. : Starr Carter
- 2018 : Where Hands Touch (en) d'Amma Asante : Leyna
- 2021 : Dear Evan Hansen de Stephen Chbosky : Alana Beck
- 2022 : Bodies Bodies Bodies de Halina Reijn : Sophie
- 2025 : Ozi, la voix de la forêt de Tim Harper : Ozi (voix)

### Télévision

#### Séries télévisées
- 2013 - 2014 : Sleepy Hollow : Macey (4 épisodes)
- 2015 : Mr. Robinson : Halle Foster (6 épisodes)
- 2017 : Neo Yokio : Helenist (voix, 1 épisode)
- 2019 : Drunk History : Elizabeth Eckford (1 épisode)
- 2020 : The Eddy : Julie (mini-série) (8 épisodes)
- 2024 : The Acolyte : Mae/Osha

#### Téléfilms
- 2012 : Un goût de romance de Lee Rose : Taylor

### Clips
- 2016 : Youth de Troye Sivan
- 2016 : Lemonade de Beyoncé[16]
- 2017 : Let My Baby Stay d'elle même (reprise de Mac DeMarco)

## Voix françaises
- Aurélie Konaté dans :
  - Darkest Minds : Rébellion
  - The Hate U Give : La Haine qu'on donne
  - Cher Evan Hansen

et aussi
- Marilou Lopes-Benites dans Colombiana
- Naomie Jean-Elie dans Hunger Games
- Issia Lorrain dans Rio 2 (voix)
- Nastassja Girard dans Everything, Everything
- Ludivine Deworst (Belgique) dans Bodies Bodies Bodies
- Mélissa Berard dans The Acolyte (série télévisée)
- Maia Baran dans Ozi, la voix de la forêt (voix)

## Distinctions
Sauf indication contraire ou complémentaire, les informations mentionnées dans cette section proviennent de la base de données IMDb.

### Récompenses
- 14e cérémonie des Teen Choice Awards 2012 : meilleure alchimie à l'écran pour The Hunger Games, prix partagé avec Jennifer Lawrence
- BET Awards 2016 : YougStars Award
- African-American Film Critics Association 2018 : meilleure révélation pour The Hate U Give
- Black Film Critics Circle 2018 : Rising Star Award pour The Hate U Give, Darkest Minds et Where Hands Touch
- Festival du film de Hollywood 2018 : révélation féminine pour The Hate U Give
- Festival international du film des Hamptons 2018 : révélation de l'année pour The Hate U Give
- Indiana Film Journalists Association 2018 : meilleure actrice pour The Hate U Give
- Los Angeles Online Film Critics Society Awards 2018 : meilleure révélation pour The Hate U Give
- Savannah Film Festival 2018 : Rising Star Award pour The Hate U Give
- Essence Black Women in Hollywood 2019 : Prix d'honneur
- 50e cérémonie des NAACP Image Awards 2019 : meilleure actrice pour The Hate U Give

### Nominations
- Black Reel Awards 2013 : meilleure révélation pour The Hunger Games
- NAACP Image Awards 2013 : meilleure actrice dans un second rôle pour The Hunger Games
- 19e cérémonie des Teen Choice Awards 2017 : meilleure actrice dans un film dramatique pour Everything, Everything
- Black Reel Awards 2018 : meilleure actrice pour Everything, Everything
- Los Angeles Online Film Critics Society Awards 2018 : meilleure performance par une actrice de moins de 23 ans pour The Hate U Give
- NAACP Image Awards 2018 : meilleure actrice pour Everything, Everything
- Washington DC Area Film Critics Association 2018 : meilleure performance par une jeune actrice pour The Hate U Give
- Black Reel Awards 2019 : meilleure actrice pour The Hate U Give
- Critics' Choice Movie Awards 2019 : meilleure jeune actrice pour The Hate U Give
- MTV Movie & TV Awards 2019 : meilleure performance dans un film pour The Hate U Give
- Music City Film Critics' Association Awards 2019 : meilleure jeune actrice pour The Hate U Give
- 21e cérémonie des Teen Choice Awards 2019 : meilleure actrice dans un film dramatique pour The Hate U Give